# Тупорылый макрурус
 Тупорылый макрурус   (лат. Coryphaenoides rupestris) — вид морских лучепёрых рыб из семейства долгохвостовых отряда трескообразных. Распространены в Атлантическом океане. Имели важное промысловое значение. Вследствие перелова численность популяций значительно снизилась.

## Описание
Тело удлинённое, сужается к хвостовой части до тонкой нити, покрыто мелкой циклоидной чешуёй с многочисленными зубчиками. От середины основания первого спинного плавника до боковой линии 6,5 рядов чешуи. Хвостовой плавник отсутствует. Голова большая, широкая и высокая. Рыло короткое, широкое и закруглённое, на конце есть небольшой бугорчатый щиток. Выступает над нижней челюстью. Длина рыла меньше межглазничного промежутка. Подбородочный усик очень маленький. Зубы на обеих челюстях, мелкие, конической формы, в трёх внешних рядах крупнее, чем в однорядных задних. В жаберной перепонке 6 лучей. На первой жаберной дуге 13—21 жаберных тычинок.
Первый спинной плавник высокий с коротким основанием и с двумя колючими лучами, один из которых трудноразличим, а второй хорошо развит и имеет зазубренные края. В первом спинном плавнике 8—10 мягких лучей. Второй спинной и анальный плавники длинные и низкие, продолжаются на хвостовую часть тела. Во втором спинном плавнике 103—183 мягких лучей, а в анальном 104—187 мягких лучей. Лучи второго спинного плавника короче лучей анального плавника. В грудных плавниках 17—20 лучей.  Брюшные плавники с 7—14 лучами расположены на брюхе под грудными плавниками, первый луч удлинённый, его длина почти равна длине головы.  Брюхо короткое. Анальное отверстие расположено непосредственно перед началом анального плавника. Плавательный пузырь большой. Пилорических придатков 29—31, они тонкие и удлинённые.
Тело окрашено в коричневый или сероватый цвет. Орбиты глаз, рот, жаберная полость и плавники от тёмно-фиолетового до серо-коричневого цвета.

## Ареал
Распространены в субтропических, умеренных и холодных водах Атлантического океана. Восточная Атлантика: от мыса Гаттерас доБаффиновой земли и Гренландии. Западная часть: от Исландии и Норвегии до севера Африки (20 °с. ш.), а также в некоторых местах Северо-Атлантического хребта. Единичные находки у Багамских островов и в прибрежных водах Мавритании.

## Биология
Морские стайные бати- и бентопелагические рыбы. Обитают на глубине от 180 до 2200 м, наиболее часто встречаются на глубине 400—1200 м. Летом перемещаются в более глубокие слои воды, а зимой при понижении температуры воды возвращаются на меньшие глубины. Совершают суточные вертикальные миграции, ночью поднимаются ото дна в толщу воды вслед за пищей.

### Размножение
50% самцов впервые созревают в возрасте 8—10 лет при длине тела (до анального отверстия) около 10 см, а самки в возрасте 9—11 лет при длине тела 12 см. Нерест порционный.
Нерестовый период в популяциях тупорылого макруруса сильно растянут и продолжается с июля до ноября. Каждая самка вымётывает икру по 3—4 порции за короткий отрезок времени. Самцы продуцируют сперму многократно на протяжении нескольких месяцев. Икра батипелагическая, сферической формы, диаметром 2,8—3 мм, с жировой каплей. Плодовитость от 11 тысяч до 55 тысяч икринок. Личинки пелагические, плавники у них с удлинёнными лучами. Личиночная стадия продолжительная, только по достижении длины около 10 см начинается период малькового роста .

### Питание
Тупорылые макрурусы питаются разнообразными беспозвоночными и рыбами. Основу рациона составляют пелагические ракообразные: креветки, кумовые, бокоплавы, криль (род Themisto), эвфаузиевые. В меньшей степени — мелкие миктофовые и цефалоподы. У крупных особей доля рыбы и кальмаров в рационе возрастает. Наибольшая пищедобывательная активность наблюдается в утренние и вечерние часы.

### Рост и продолжительность жизни
Характерной особенность тупорылого макруруса, как и многих других глубоководных рыб, является медленный рост. Максимальная длина тела 110 см, а масса 1,7 кг. При этом максимальная продолжительность жизни составляет 54 года. Исследования в районе желоба Роколл показали, что максимальный возраст самцов тупорылого макруруса составляет 50 лет, а самок — 60 лет.  Авторы указывают, что определение возраста в старших возрастных группах тупорылого макруруса связано с определёнными трудностями и оценки зависят от методики обработки отолитов. В одном и том же возрасте самки весят больше, чем самцы.

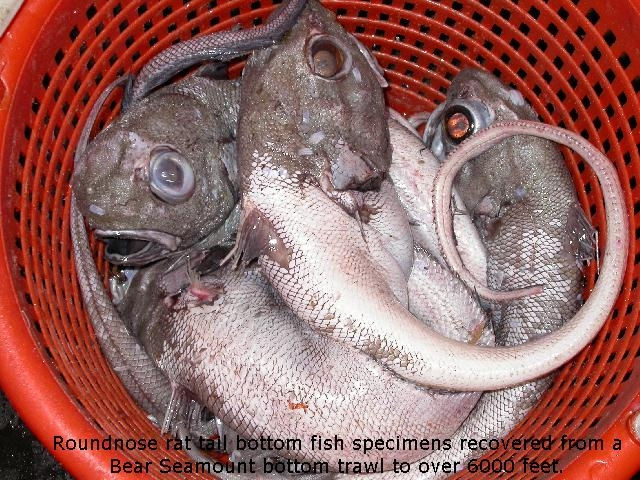

## Взаимодействие с человеком
Тупорылый макрурус является ценной промысловой рыбой. Активный промысел начали вести с середины 1960-х годов. Максимальные уловы достигнуты в 1971 году — 84 тысячи тонн. В середине 1980-х годов мировые уловы тупорылого макруруса значительно снизились (до 11 тысяч тонн), а в 1990-е годы варьировались от 12 до 23 тысяч тонн. В начале 2000-х наблюдалось кратковременное возрастание уловов до 54 тысяч тонн в 2001 году. С 2005 года отмечено резкое и очень значительное снижение уловов. В 1970-е и 1980-е годы СССР входил в число лидеров по добыче тупорылого макруруса, отечественные уловы достигали 30 тысяч тонн. В 2010-е годы больше всех ловят Франция и Испания.
| Год                   | 2005 | 2006 | 2007 | 2008 | 2009 | 2010 | 2011 | 2012 | 2013 | 2014 | 2015 |
| Мировые уловы, тыс. т | 32,1 | 13,7 | 10,1 | 7,8  | 4,6  | 7,6  | 6,35 | 4,95 | 3,4  | 3,8  |      |

Промысел осуществляется донными и пелагическими тралами. Реализуется в свежем и замороженном виде. Богатая жиром и витаминами печень тупорылого макруруса идёт на изготовление консервов и получения жира для медицинских нужд. Из отходов переработки производят кормовую муку.
Ввиду драматического снижения численности и уловов Международный союз охраны природы присвоил этому виду статус сохранности «Виды на грани исчезновения». Данное решение обусловлено, в первую очередь, низким темпом роста и поздним созреванием тупорылого макруруса. Среднее время генерации составляет 20 лет.  Однако промысел ведётся многими странами, в том числе и Россией. Для сохранения данного вида рекомендуется сокращение вылова или запрет наращивать промысел до получения данных об уровне устойчивого вылова. Кроме этого, рекомендуют увеличить размер ячеи в неводах для того, чтобы избежать вылов мелких неполовозрелых особей.